# Leucopis eugenii
Leucopis eugenii är en tvåvingeart som beskrevs av Tanasijtshuk 1970. Leucopis eugenii ingår i släktet Leucopis och familjen markflugor. Inga underarter finns listade i Catalogue of Life.